# William Lemaire
William Lodewijk Gerard Lemaire (Indramajoe (Ned.-Indië), 25 september 1907 – Leiden, 15 februari 1976) was een Nederlands jurist. Hij was een katholieke Indische Nederlander en medestander van Welter, die in 1952 in de Tweede Kamer de Katholiek Nationale Partij kwam versterken. Hij kwam als jurist vooral op voor de belangen van de repatrianten.

## Biografie
William Lodewijk Gerard Lemaire werd geboren op 25 september 1907 in Indramajoe als zoon van Ludovicus Franciscus Lemaire en Wilhelmina Risa. Hij ging eerst naar de Hogereburgerschool en in 1930 studeerde hij af aan de Rechtshogeschool van Batavia. Twee jaar later promoveerde hij aldaar op het proefschrift Overgang van godsdienst als probleem voor het intergentiel privaatrecht.
Van 1930 tot 1934 was hij ambtenaar ter beschikking van de Landraad in Nederlands-Indië en daarna was hij tot 1938 ambtenaar op het departement van Justitie in Batavia. Vervolgens was hij van 1939 tot 1942 voorzitter van de landraad Djokja en Pekalongan. Van 1942 tot 1945 was hij krijgsgevangene van de Japanners. In 1946 volgde zijn benoeming tot buitengewoon hoogleraar internationaal privaatrecht, inleiding tot de rechtswetenschappen en intergentiel recht aan de Rechtshogeschool in Batavia. Hij vervulde deze functie tot 1951. Daarnaast was hij hoofdambtenaar op het departement van Justitie en in 1948 werd hij fungerend secretaris-generaal. Het jaar erop was hij kortstondig gewoon secretaris-generaal. Van 1949 tot 1951 was hij algemeen adviseur bij het ministerie van justitie in Indonesië. Datzelfde jaar werd hij benoemd tot Ridder in de Orde van de Nederlandse Leeuw. Ook was hij Officier in de Orde van Oranje-Nassau.
In 1952 nam hij in Nederland namens de Katholiek Nationale Partij zitting in de Tweede Kamer der Staten-Generaal. Hij vervulde deze functie tot 3 juli 1956. In 1955 werd hij benoemd tot buitengewoon hoogleraar in het conflictenrecht aan de Universiteit Leiden. Het jaar erna werd zijn buitengewoon hoogleraarschap omgezet in een gewoon hoogleraarschap. Hij aanvaardde dit ambt met de rede Kwesties bij de studie van het intergentiel recht. In 1957 werd het burgerlijk recht toegevoegd aan zijn leeropdracht.
Hij overleed op 15 februari 1976 in Leiden.

## Publicaties (selectie)
- Overgang van godsdienst als probleem voor het intergentieel recht (1932)
- Het Wetboek van Strafrecht van Nederlands-Indië vergeleken met het Nederlandse Strafwetboek (1934)
- Het recht in Indonesië (1952)
- Kwesties bij de studie van het intergentiel recht (1956)
- Nederlands internationaal privaatrecht (1968)
- Enige nieuwe stromingen op het gebied van het internationaal privaatrecht (1975)